# 산마르코의 종탑

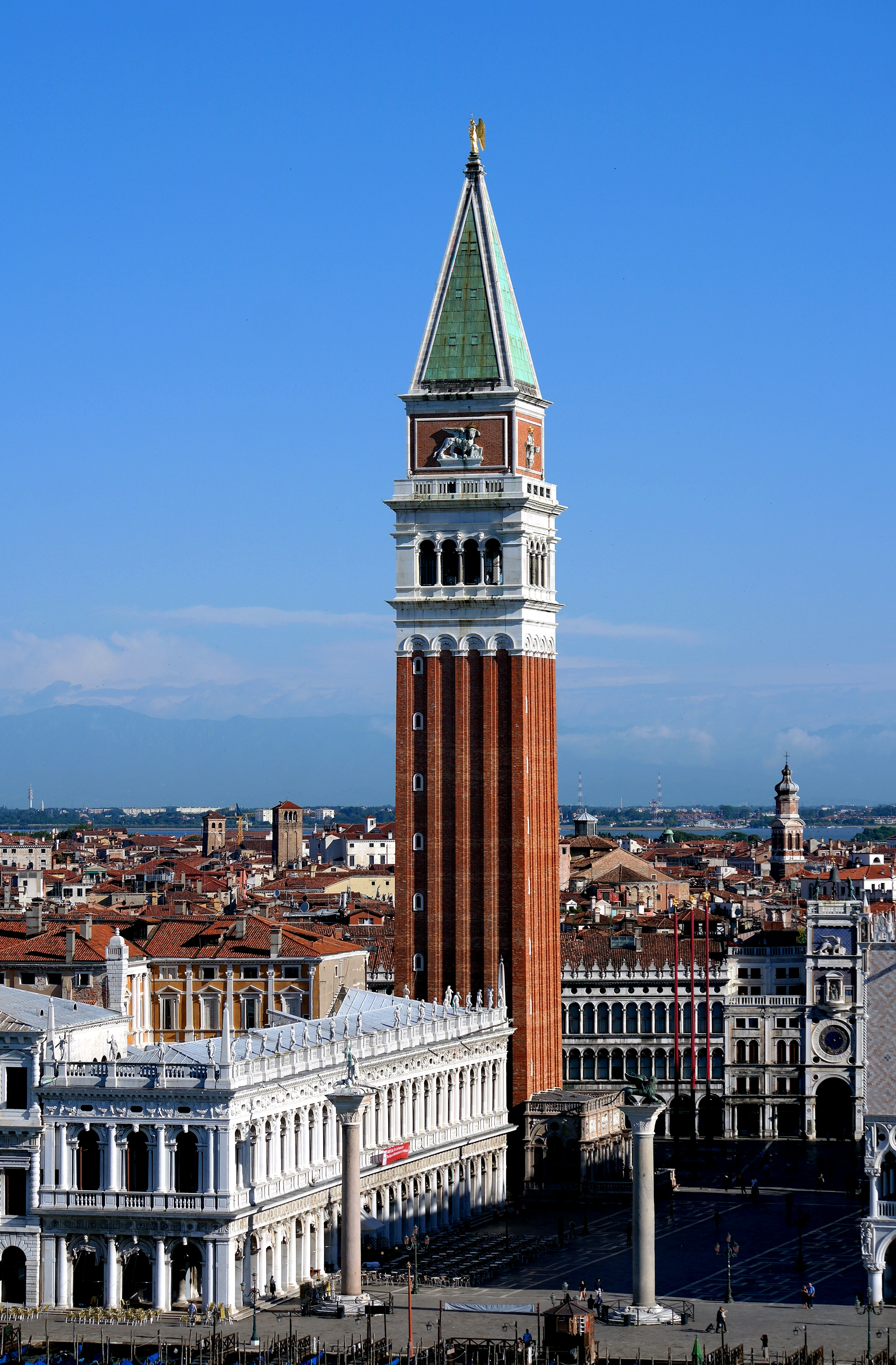
산마르코의 종탑

산마르코의 종탑(이탈리아어: Campanile di San Marco)은 이탈리아 베네치아 산마르코 광장에 있는 종탑이다. 높이는 98.6m이고, 산마르코 사원 앞에 있다. 아래쪽은 간단한 벽돌 구조로 되어 있으며, 상부에 아치형 종 걸이가 있으며, 안에 5개의 종이있다. 첨탑 꼭대기에 있는 황금 동상은 대천사 가브리엘을 본뜬 것이다. 종루는 1514년에 현재의 형태로 완성되었지만, 1902년에 붕괴했기 때문에 현재 산마르코 광장에 세워져있는 것은 1912년 재건된 것이다.